# Camille de Rocca Serra
Camille de Rocca Serra (ur. 21 maja 1954 w Porto-Vecchio) – francuski i korsykański polityk, przewodniczący Zgromadzenia Korsyki (2004–2010), deputowany.

## Życiorys
Od drugiej połowy lat 80. obejmował kolejne funkcje w administracji terytorialnej. W latach 1988–2002 przez trzy kadencje był członkiem rady departamentu Korsyka Południowa. Od 1995 do 2001 pełnił funkcję radnego Porto-Vecchio, a w latach 1997–2001 był merem swojej rodzinnej miejscowości. W okresie 1998–2002 zajmował stanowisko wiceprzewodniczącego rady regionu Korsyka. Od 2004 do 2010 sprawował urząd przewodniczącego Zgromadzenia Korsyki, zasiadał w tym gremium do 2021.
W 2002 uzyskał mandat deputowanego do Zgromadzenia Narodowego w drugim okręgu Południowej Korsyki z ramienia Unii na rzecz Ruchu Ludowego. Wcześniej z tego okręgu od 1988 do swojej śmierci w 1998 posłował jego ojciec Jean-Paul de Rocca Serra.
W wyborach w 2007 Camille de Rocca Serra skutecznie ubiegał się o reelekcję, wygrywając już w pierwszej turze. W 2012 po raz kolejny został deputowanym na pięcioletnią kadencję, która zakończyła się w 2021.